# R-30 Bulava
El R-30 Bulava (en ruso: P-30 «Булава», designación OTAN: SS-NX-30, designación internacional: RSM-56) es un misil balístico intercontinental para submarinos (SLBM) de combustible sólido con ojivas nucleares de fabricación rusa. Fue diseñado por el Instituto de Termotecnia de Moscú. En ruso «Булава» significa maza.
3 de noviembre de 2022: Las fuerzas armadas de Moscú han probado con éxito un misil balístico, el Bulava. Fue lanzado desde un submarino nuclear en aguas del Mar Blanco hacia su objetivo en la península de Kamchatka, tras haber sobrevolado gran parte del inmenso territorio ruso. Según la agencia de noticias Ria Novosti, el misil fue lanzado desde el submarino Generalissimo Suvorov e impactó en el polígono de Kura, en la región del Extremo Oriente, tal y como estaba previsto.

## Historia
El Bulava está basado en el diseño del misil ICBM de mayor alcance Topol-M (SS-27), pero es más ligero y sofisticado, tiene un alcance efectivo de 10 000 km. Estos misiles constituyen el armamento principal de la nueva clase de submarinos estratégicos rusos Proyecto 955 Borey.
Está conformado por 3 etapas, la primera etapa de lanzamiento con un motor cohete de combustible sólido, la segunda etapa de posición y control de trayectoria en la atmósfera alta, al borde del espacio y la tercera etapa, para posicionar finalmente las ojivas nucleares en la órbita baja en un vehículo de transporte (MIRV).
Los conos nucleares tienen la capacidad de realizar maniobras evasivas durante el descenso al blanco, lanzar contramedidas y señuelos, y tiene una nueva ojiva nuclear, totalmente protegida contra daños físicos o de ataque de pulso electromagnético. Fue especialmente construido para sobrevivir a una explosión nuclear a una distancia de 500 metros. El Presidente ruso Vladímir Putin afirmó en el año 2008, que este misil puede penetrar cualquier sistema antimisiles existentes en la actualidad y futuros.
Puede llevar de 6 a 10 ojivas MIRV en un contenedor especialmente diseñado, que puede maniobrar en la atmósfera alta para evitar ataques enemigos. Adicionalmente, va provisto de contramedidas contra sistemas avanzados de defensa antimisil. Tiene un peso aproximado de 37 toneladas.
Las pruebas iniciales del misil tuvieron fracasos hasta el 28 de junio de 2006 cuando se lanzó con éxito y la ojiva de prueba, llegó al polígono de Kura en Kamchatka. La decisión de producir en serie el misil fue dada a conocer en agosto de 2007. El 28 de junio de 2007, Rusia probó otro misil Bulava con éxito, e impactó con éxito el objetivo en Kamchatka. Vladímir Putin describió el misil como un componente clave para las fuerzas nucleares de Rusia. Tras algunos otros éxitos y fallos más, relacionados con la implementación novedosa de tecnologías extremadamente avanzadas, el misil se declaró operacional a finales de 2012.

## Servicio
El sistema D-30 con el misil R-30 Bulava entró en servicio operacional el 10 de enero de 2013 con el submarino Yuri Dolgoruky de la nueva clase 955 Borey y en 2017 se halla ya también desplegado en los Aleksander Nevskiy y Vladimir Monomakh. A continuación se espera su despliegue en los 5 submarinos de la variante avanzada 955A, actualmente (en 2017) en construcción. Sin embargo, debido a problemas adicionales durante el programa de pruebas en el mar, no entró en servicio definitivamente hasta el 29 de junio de 2018. El 30 de octubre de 2019, el submarino Kniaz Vladimir, de la clase Borei, lanzó con éxito un misil Bulava desde el mar de Barents hasta la península de Kamchatka recorriendo una distancia de más de 8,000 km.

## Operadores
- Rusia: La Armada de Rusia es el operador exclusivo del Bulava en sus submarinos de la clase Borei.

## Ficción
En el videojuego de 2012 Ghost Recon: Future Soldier de  Ubisoft y en la película corta Ghost Recon: Alpha, un RSM-56 cae en manos de terroristas mientras el Ghost Team trata de asegurarlo en Rusia. En la realidad, la adquisición de un arma así por parte de terroristas es esencialmente inútil, debido a las extremas medidas de seguridad intrínsecas al diseño que imposibilitan su uso a menos que se lancen desde un submarino y realicen un vuelo completo tras ejecutar la secuencia exacta de instrucciones y códigos de autorización (por ejemplo, aunque los terroristas dispusieran de los códigos PAL completos, las ojivas termonucleares solo se activan si los acelerómetros, giroscopios y sistemas de navegación internos confirman que ha completado el vuelo balístico esperable por el espacio exterior antes de las detonaciones, entre otras muchas precauciones. El misil carece de medios propios para su programación y disparo inicial, que se encuentran en el submarino lanzador. Incluso el tritio necesario para asegurar la fusión nuclear se halla en el submarino y solo se inyecta a las ojivas del misil durante la secuencia de lanzamiento. Por tanto, ni podrían programarlo, ni podrían lanzarlo, ni podrían detonarlo, quedando limitados a obtener parte de los materiales especiales para construir un arma nueva desde cero, con todas sus dificultades).